# Agrochola extincta
Agrochola extincta är en fjärilsart som beskrevs av Arnold Spuler 1907. Agrochola extincta ingår i släktet Agrochola och familjen nattflyn. Inga underarter finns listade i Catalogue of Life.